# Harlem Writers Guild
Harlem Writers Guild (HWG) é a mais antiga organização de escritores afro-americanos, fundada em 1950 por John Oliver Killens, Rosa Guy, John Henrik Clarke, Willard Moore e Walter Christmas.
O Harlem Writers Guild foi criado como um fórum onde os escritores afro-americanos podiam desenvolver seu ofício. Após o fim do financiamento para uma organização ativa no final dos anos 1940 chamada "O Comitê para o Negro nas Artes", esses escritores se sentiram excluídos da cultura literária dominante da cidade de Nova York .   O HWG também fez parte do Movimento das Artes Negras dos anos 1960, e sua lógica continua a ser desenvolver e ajudar na publicação de obras de escritores da diáspora africana .  Outros escritores associados ao HWG incluem Lonne Elder III, Douglas Turner Ward, Ossie Davis, Paule Marshall, Audre Lorde, Maya Angelou e Sarah E. Wright . 
Em 1977, o HWG foi homenageado pela Sociedade de Escritores das Nações Unidas (ONU).  Em 1986, John O. Killens estimou que os membros do Harlem Writers Guild haviam produzido mais de 300 obras publicadas de ficção, não ficção, poesia, peças e roteiros. Vários receberam aclamação literária. Membros anteriores e atuais incluem: Dr. John Henrik Clarke, Grace F. Edwards, Rosa Guy, Rachel DeAragon, John Oliver Killens, Walter Dean Myers, Louise Meriwether, Karen Robinson, Dr. Olubansile Abbas Mimiko e Sarah E. Wright, Audrey Lorde, Paule Marshall, Julian Mayfield, Terry McMillan, Robert McNatt, Lofton Mitchell, Wilbert Oliver, Funmi Osoba, Sidney Poitier, Charles Russell, KC Washington, Minnette Coleman, Gammy Singer, Wilbert Tatum, Brenda Wilkinson, Valerie Wilson Wesley, Sarah Elizabeth Wright, Sandra L. West, Doris Jean Austin, William H. Banks Jr., Wesley Brown, Rosemary Bray, Irving Burgie, Judy C. Andrews, Godfrey Cambridge, Andrea Broadwater, Alice Childress, Ossie Davis, Ruby Dee, James DeJongh, Lonne Élder III, Donis Ford, Bill William Forde, Lorraine Hansberry, Bob Desverney, Dra. Beryl Dorsett, Sheila Doyle, Lloyd Hairston, Robert Hooks, Rose James, Alfonso Nicks e Betty Ann Jackson. Entre os escritores adicionados mais recentemente à lista do HWG estão: Angela Dews, Cordenia Paige, Eartha Watts Hicks, Sylvia White e Miriam Kelly Ferguson.
Em 2000, o HWG anunciou uma parceria com a editora digital iUniverse para criar seu próprio selo, Harlem Writers Guild Press. A antologia Beloved Harlem: A Literary Tribute to Black America's Most Famous Neighborhood (Random House, 2005), editada por William H. Banks Jr., ex-diretor executivo do HWG, apresentou trabalhos de membros do HWG, incluindo Dr. John Henrik Clarke, Grace F Edwards, Rosa Guy, Rachel DeAragon, John Oliver Killens, Walter Dean Myers, Louise Meriwether, Funmi Osoba, Diane Richards, Karen Robinson, Dra. Olubansile Abbas Mimiko e Sarah E. Wright.